# U Kaštánku
U Kaštánku je přírodní rezervace nacházející se v katastru obce Ostrov nedaleko Rudoltic v okrese Ústí nad Orlicí. Vyhlášena byla roku 1989 jako chráněný přírodní výtvor, od roku 1992 spadala pod kategorii přírodní památka, nyní je to přírodní rezervace.
Toto území o rozloze 22,77 ha je tvořeno porostem olší (Alnus), bříz (Betula), vrb (Salix), rákosin, pcháčových (Cirsium) a ostřicových rašelinných luk, potůčků, pramenů, tůní a zčásti i kulturních luk. Z hlediska krajinářského navazuje na lesní komplex Třebovských stěn. V uvedeném prostoru se vyskytuje mnoho zvláště chráněných druhů rostlin např. prstnatec pleťový (Dactylorhiza incarnata) a živočichů (různé druhy hmyzu, obojživelníků, plazů a ptáků).